# 松本ひなた
松本 ひなた（まつもと ひなた、8月27日生）は、日本の俳優・声優で、Candy Boyの元メンバーである。埼玉県出身。Rush Style所属。

## 経歴
2014年9月9日、アイドルユニット『B2takes!』に加入。2016年4月16日のワンマンライブをもって卒業。なお、所属時のイメージカラーはグリーン。同年11月、『ポーカーフェイス～第三話 契 ～』で舞台初出演。
2019年7月に行われた「Candy Boy 4th Anniversary公演」を以ってCandy Boyとしての活動を終了。

## 人物
Candy Boyのリーダー兼センター。 イメージカラーはマント（ミントグリーン）。
特技はダンス、柔軟、テニス 、体術。その他にトランペットの経験が10年ある。
趣味は海外ドラマ鑑賞、ゲーム、ネットサーフィン。ハングル能力検定3級の資格を所持している。

## 出演

### テレビ番組
- Break Out（テレビ朝日、2014年 - 2019年） - 番組アシスタント[注 1]
- 美女たちの日曜日（2015年4月 - 5月） - 美女にちボーイズ
- 笑っていいとも! イケてる店員日本一決定戦 水曜チャンピオン

### インターネット番組
- Abema Wave（AbemaTV、2016年4月 - 2017年2月） - レギュラー・バーテンダー役[8]

### ドラマ
- 超ドSナイトの夜（2016年11月、静岡放送） -  大岡山守 役
- 怒Sナイトの乱～やっぱりテレビ関係者は観ないでください～（2019年2月、静岡放送） -  大岡山守 役

### 映画
- ガールズ・ステップ（2015年）

### CM
- カーセブン（2016年） - バーテンダー 役

### 舞台
- ポーカーフェイス～第三話 契 ～（2014年11月5日 - 9日、Air studio）[9]
- 暁のヨナ（2016年3月16日 - 21日、EX THEATER ROPPONGI） - アンサンブル[10]
- 歴タメLive ～歴史好きのエンターテイナー大集合!～（2016年10月15日 - 16日、松下IMPホール） - 役人 役[11][12]
- 『プリンス・オブ・ストライド THE LIVE STAGE』シリーズ - 千代松万太郎 役[13]
  - エピソード1（2016年12月9日 - 14日、シアター1010 / 12月23日 - 25日、森ノ宮ピロティホール）
  - エピソード2（2017年4月22日 - 30日、シアター1010 / 5月5日 - 7日、森ノ宮ピロティホール）
  - エピソード3（2017年6月17日 - 25日、シアター1010 / 6月30日 - 7月2日、森ノ宮ピロティホール）
  - エピソード4（2017年8月14日 - 20日、シアター1010 / 8月25日 - 27日、豊中市立文化芸術センター）
- 劇団TEAM-ODAC第26回本公演 『岸和田少年愚連隊～あの頃のハートは今もある～』（2017年9月27日 - 10月1日、全労済ホール スペース・ゼロ） - 吉田シゲル役[14]
- バグバスターズ2（2017年11月23日 - 26日、俳優座劇場） - 細野順平 役[15]
- ピッッツァ☆（2017年12月26日、シアターサンモール） - 日替わりゲスト[16]
- ミュージカル『イケメン革命◆アリスと恋の魔法 Episode 黒のエース フェンリル＝ゴッドスピード』（2018年1月10日 - 14日、銀座 博品館劇場）- セス＝ハイド 役[17]
- B-PROJECT on STAGE「OVER the WAVE!」REMiX（2018年2月22日 - 25日、AiiA 2.5 Theater Tokyo / 3月1日 - 3日、新神戸オリエンタル劇場）- 王茶利暉 役[18]
- クレスト☆シザーズ（2018年5月10日 - 13日、サンシャイン劇場 / 5月17日 - 19日、サンケイホールブリーゼ） - 咲野翠 役[19]
- 戦刻ナイトブラッド（2018年8月16日 - 26日、天王洲 銀河劇場） - 明智光秀 役[20]
- Théâtre de Candy Boy「BONBON」（2018年9月27日 - 30日、CBGKシブゲキ!!）- アダム 役[21]
- DisGOONie「PHANTOM WORDS」（2019年3月15日 - 24日、ヒューリックホール東京）- 子嬰 役[22]
- イケメンヴァンパイア◆偉人たちと恋の誘惑 THE STAGE - フィンセント・ファン・ゴッホ 役
  - ～Episode.0～（2019年4月12日 - 16日、EX THEATER ROPPONGI）[23]
  - ～Episode.1～（2020年4月9日 - 12日、渋谷区文化総合センター大和田 さくらホール / 4月17日 - 20日、COOL JAPAN PARK OSAKA TTホール）[24][25] ※公演延期[注 2]
  - ～Episode.1～（2021年4月23日 - 29日、シアター1010）
- 誰ガ為のアルケミスト 舞台版『聖石の追憶』～闇ヲ見つめる者～（2019年9月26日 - 29日、博品館劇場）- オーティマ 役
- 即興朗読会〜感泣〜（2019年11月30日、新宿スタークレーン）
- SHINOBI NOW!!（2020年1月29日 - 2月2日、IMAホール） - 横谷星宙 役
- 朗読劇「さよならのかわりに」再演（2020年3月14日 - 15日、労音大久保会館R’sアートコート）- 十時正弘 役[27]
- アイ★チュウ ザ・ステージ - 杜若葵 役
  - アイ★チュウ ザ・ステージ ～Après la pluie～（2020年10月16日 - 25日、シアター1010 / 東京建物BrilliaHall）[28]
  - アイ★チュウ ザ・ステージ 〜La Cage aux Épines〜（2021年4月15日 - 19日、シアター1010）[29]
  - アイ★チュウ ザ・ステージ ～Le musee tricolore～（2022年5月19日 - 23日、シアター1010）[30]
  - アイ★チュウ ファイナルシーズンVol.2 〜Persona / Bal masque〜（2025年8月20日 - 24日〈予定〉、ところざわサクラタウン）[31]
- イケメンシリーズ THE STAGE～世界を駆けて、祝祭を～（2022年9月24日 - 28日、シアター1010）- セス＝ハイド 役[32]

### ゲーム
- SHINOBI NOW!!（2020年）- 横谷星宙 役
- プロジェクトセカイ カラフルステージ! feat. 初音ミク（2024年）

### ドラマCD
- SHINOBI NOW!〜楽〜（2020年）- 横谷星宙 役
- さよならのかわりに（2020年）- 十時正弘 役

### ボイスコミック
- Prince Of Caster（2024年、南雲綾司[33][34]）

### ミュージック・ビデオ
- SKE48「キスポジション」（2016年）